# Andreas Aebi

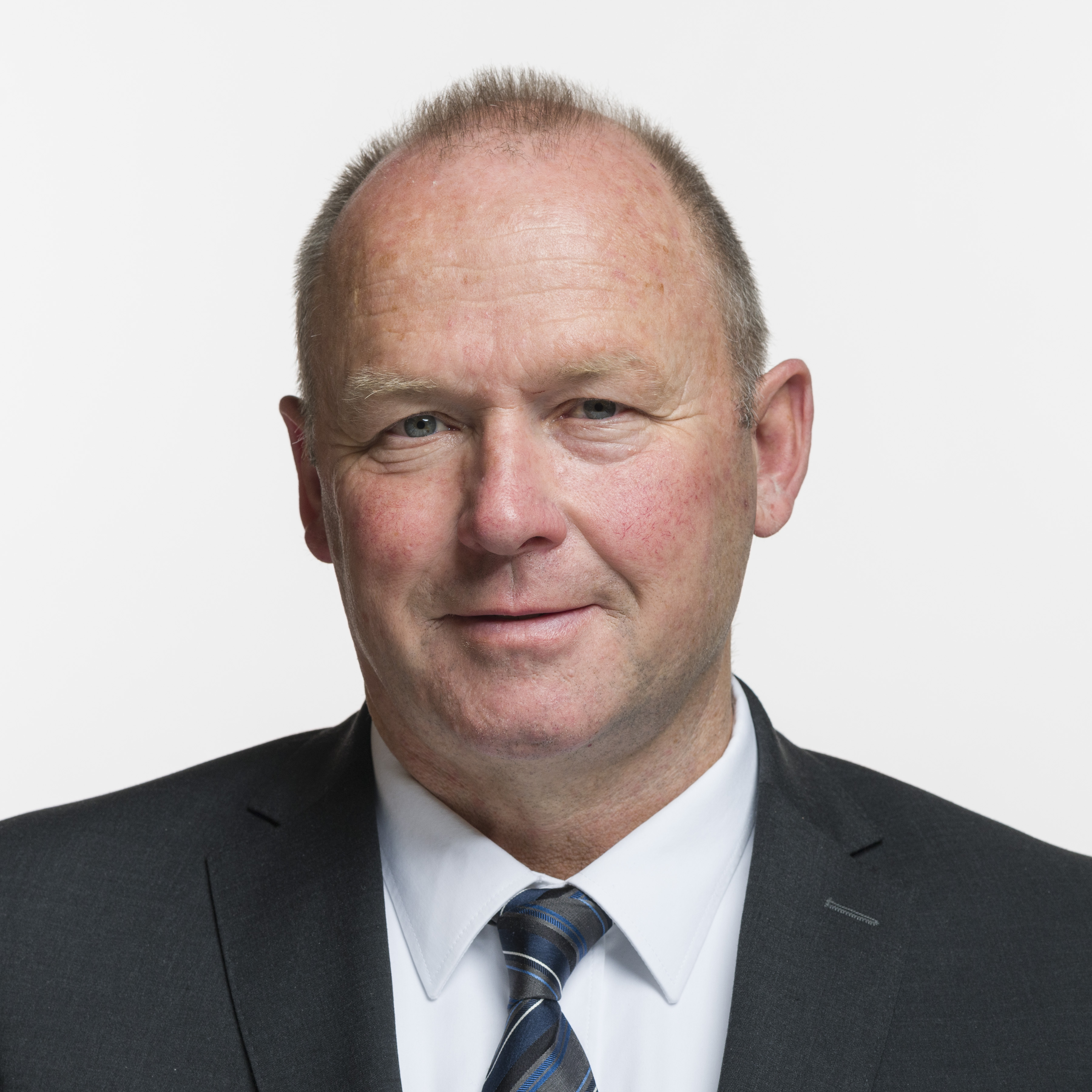
Andreas Aebi (2019)

Andreas Aebi (* 26. November 1958 in Burgdorf; heimatberechtigt in Wynigen) ist ein Schweizer Politiker (SVP). Er war von Dezember 2007 bis 2023 Mitglied des  Nationalrates. Im Amtsjahr 2020/21 war er Nationalratspräsident.

## Leben
Andreas Aebi ist von Beruf Landwirt. Zudem arbeitet er als Auktionator und als Reiseunternehmer. Seit 2014 ist er Präsident der Arbeitsgemeinschaft Schweizerischer Rinderzüchter und seit Sommer 2018 Verwaltungsrat des Fleischhändlers Lüthi & Portmann Fleischwaren AG. In der Schweizer Armee bekleidet er den Grad eines Majors.
Aebi ist seit 1985 verheiratet und hat zwei Söhne und eine Tochter. Er lebt mit seiner Familie in Alchenstorf im Kanton Bern.

## Politik
Aebi war von 1998 bis 2008 Gemeindepräsident von Alchenstorf. Ab Oktober 2009 war er Präsident der SVP Emmental. Bei den Schweizer Parlamentswahlen 2007 wurde er in den Nationalrat gewählt und bei den Wahlen 2011, 2015 und 2019 jeweils wiedergewählt. Im Nationalrat war Aebi seit 2007 Mitglied der Aussenpolitischen Kommission (von Dezember 2011 bis November 2013 als Präsident) und Mitglied der Delegation bei der Parlamentarischen Versammlung der OSZE (von Januar 2014 bis Dezember 2015 als Präsident). Im Amtsjahr 2020/21 war er Nationalratspräsident. Bei den Wahlen 2023 trat er nicht wieder an.
Nach dem Rücktritt von Bundesrat Samuel Schmid wurde Andreas Aebi gemeinsam mit Adrian Amstutz von der Berner SVP als möglicher Kandidat für die Bundesratswahl 2008 vorgeschlagen.
Seine Kandidatur im November 2012 zum Präsidenten des Schweizerischen Bauernverbandes scheiterte knapp.